# Kerstin Ott/Diskografie
Diese Diskografie ist eine Übersicht über die musikalischen Werke der deutschen Schlagersängerin Kerstin Ott. Den Quellenangaben und Schallplattenauszeichnungen zufolge hat sie bisher mehr als 3,8 Millionen Tonträger verkauft. Ihre erfolgreichste Veröffentlichung ist die Debütsingle Die immer lacht mit über 1,5 Millionen verkauften Einheiten. Diese verkaufte sich alleine in Deutschland über 1,2 Millionen Mal, womit sie zu den meistverkauften Singles des Landes zählt.

## Alben

### Studioalben
| Jahr | Titel Musiklabel                                         | Höchstplatzierung, Gesamtwochen, AuszeichnungChartplatzierungen (Jahr, Titel, Musiklabel, Platzierungen, Wochen, Auszeichnungen, Anmerkungen) | Höchstplatzierung, Gesamtwochen, AuszeichnungChartplatzierungen (Jahr, Titel, Musiklabel, Platzierungen, Wochen, Auszeichnungen, Anmerkungen) | Höchstplatzierung, Gesamtwochen, AuszeichnungChartplatzierungen (Jahr, Titel, Musiklabel, Platzierungen, Wochen, Auszeichnungen, Anmerkungen) | Anmerkungen                                                  |
| Jahr | Titel Musiklabel                                         | DE | AT | CH | Anmerkungen                                                  |
| ---- | -------------------------------------------------------- | --- | --- | --- | ------------------------------------------------------------ |
| 2016 | Herzbewohner Island Records • Polydor (UMG)              | DE4 Platin · (94 Wo.)DE | AT39 Gold · (8 Wo.)AT | CH49 (2 Wo.)CH | Erstveröffentlichung: 2. Dezember 2016 Verkäufe: + 207.500   |
| 2018 | Mut zur Katastrophe Electrola • Music for Millions (UMG) | DE3 ×2Doppelplatin · (92 Wo.)DE | AT9 Gold · (52 Wo.)AT | CH14 (28 Wo.)CH | Erstveröffentlichung: 17. August 2018 Verkäufe: + 407.500    |
| 2019 | Ich muss dir was sagen Music for Millions (UMG)          | DE2 Platin · (83 Wo.)DE | AT5 Gold · (70 Wo.)AT | CH17 (31 Wo.)CH | Erstveröffentlichung: 1. November 2019 Verkäufe: + 207.500   |
| 2021 | Nachts sind alle Katzen grau Polydor (UMG)               | DE3 Gold · (46 Wo.)DE | AT6 (16 Wo.)AT | CH10 (16 Wo.)CH | Erstveröffentlichung: 10. September 2021 Verkäufe: + 100.000 |
| 2024 | Für immer für dich Polydor (UMG)                         | DE5 (… Wo.)DE | AT12 (3 Wo.)AT | CH22 (2 Wo.)CH | Erstveröffentlichung: 18. Oktober 2024                       |

### Kompilationen
| Jahr | Titel Musiklabel       | Höchstplatzierung, Gesamtwochen, AuszeichnungChartplatzierungen (Jahr, Titel, Musiklabel, Platzierungen, Wochen, Auszeichnungen, Anmerkungen) | Höchstplatzierung, Gesamtwochen, AuszeichnungChartplatzierungen (Jahr, Titel, Musiklabel, Platzierungen, Wochen, Auszeichnungen, Anmerkungen) | Höchstplatzierung, Gesamtwochen, AuszeichnungChartplatzierungen (Jahr, Titel, Musiklabel, Platzierungen, Wochen, Auszeichnungen, Anmerkungen) | Anmerkungen                                               |
| Jahr | Titel Musiklabel       | DE | AT | CH | Anmerkungen                                               |
| ---- | ---------------------- | --- | --- | --- | --------------------------------------------------------- |
| 2022 | Best Ott Polydor (UMG) | DE3 Gold · (34 Wo.)DE | AT9 (10 Wo.)AT | CH10 (17 Wo.)CH | Erstveröffentlichung: 7. Oktober 2022 Verkäufe: + 100.000 |

### EPs
| Jahr | Titel Musiklabel                                       | Anmerkungen                            |
| ---- | ------------------------------------------------------ | -------------------------------------- |
| 2016 | Kleine Rakete (Remixes) Island Records • Polydor (UMG) | Erstveröffentlichung: 9. Dezember 2016 |
| 2017 | Herzbewohner (Remixe) Island Records • Polydor (UMG)   | Erstveröffentlichung: 12. Mai 2017     |
| 2019 | Ich find Schlager toll (Live) Polydor (UMG)            | Erstveröffentlichung: 30. Oktober 2019 |

## Singles

### Als Leadmusikerin
| Jahr | Titel Album                                                         | Höchstplatzierung, Gesamtwochen, AuszeichnungChartplatzierungen (Jahr, Titel, Album, Platzierungen, Wochen, Auszeichnungen, Anmerkungen) | Höchstplatzierung, Gesamtwochen, AuszeichnungChartplatzierungen (Jahr, Titel, Album, Platzierungen, Wochen, Auszeichnungen, Anmerkungen) | Höchstplatzierung, Gesamtwochen, AuszeichnungChartplatzierungen (Jahr, Titel, Album, Platzierungen, Wochen, Auszeichnungen, Anmerkungen) | Anmerkungen                                                                                                  |
| Jahr | Titel Album                                                         | DE | AT | CH | Anmerkungen                                                                                                  |
| ---- | ------------------------------------------------------------------- | --- | --- | --- | --- |
| 2016 | Scheissmelodie Herzbewohner                                         | DE31 Gold · (15 Wo.)DE | AT69 (2 Wo.)AT | — | Erstveröffentlichung: 5. August 2016 Verkäufe: + 200.000                                                     |
| 2017 | Lebe laut Herzbewohner (Gold Edition)                               | — | — | — | Erstveröffentlichung: 4. August 2017                                                                         |
| 2018 | Nur einmal noch Mut zur Katastrophe                                 | — | — | — | Erstveröffentlichung: 22. Juni 2018                                                                          |
| 2018 | Regenbogenfarben Mut zur Katastrophe (Gold Edition)                 | DE20 ×3Dreifachgold · (37 Wo.)DE | AT— ×2DoppelplatinAT | — | Erstveröffentlichung: 25. Dezember 2018 Verkäufe: + 960.000; mit Helene Fischer                              |
| 2019 | Komm mit mir mit Ich find Schlager toll – Weihnachten (Sampler)     | — | — | — | Erstveröffentlichung: 6. September 2019                                                                      |
| 2019 | Schau mal Ich muss dir was sagen                                    | — | — | — | Erstveröffentlichung: 11. Oktober 2019                                                                       |
| 2019 | Wegen dir (Nachts wenn alles schläft) Ich muss dir was sagen        | DE— GoldDE | AT— GoldAT | — | Erstveröffentlichung: 18. Oktober 2019 Neuauflage: 10. Januar 2020 mit Howard Carpendale Verkäufe: + 215.000 |
| 2019 | Ich geh’ meinen Weg Ich muss dir was sagen                          | — | — | — | Erstveröffentlichung: 25. Oktober 2019                                                                       |
| 2020 | Ich muss dir was sagen                                              | — | — | — | Erstveröffentlichung: 29. Mai 2020                                                                           |
| 2020 | Schlaflos Ich muss dir was sagen (Platin Edition)                   | — | — | — | Erstveröffentlichung: 28. August 2020                                                                        |
| 2021 | Nachts sind alle Katzen grau                                        | — | — | — | Erstveröffentlichung: 13. August 2021                                                                        |
| 2022 | Ich wünsche mir von dir Nachts sind alle Katzen grau                | — | — | — | Erstveröffentlichung: 14. Januar 2022                                                                        |
| 2022 | Der Morgen nach Marie Nachts sind alle Katzen grau (Deluxe Edition) | — | — | — | Erstveröffentlichung: 8. Juli 2022                                                                           |
| 2023 | An diesen Tagen Für immer für dich • Heute nicht!                   | — | — | — | Erstveröffentlichung: 20. Oktober 2023 mit Ben Zucker                                                        |
| 2024 | Alte Liebe rostet nie Für immer für dich                            | — | — | — | Erstveröffentlichung: 12. Januar 2024                                                                        |
| 2024 | Rockstar Für immer für dich                                         | — | — | — | Erstveröffentlichung: 5. April 2024                                                                          |
| 2024 | Für immer für dich                                                  | — | — | — | Erstveröffentlichung: 7. Juni 2024                                                                           |
| 2024 | Ganz oder gar nicht (sicher nicht Paris) Für immer für dich         | — | — | — | Erstveröffentlichung: 22. November 2024                                                                      |
| 2025 | Irgendwann vielleicht Für immer für dich                            | — | — | — | Erstveröffentlichung: 10. Januar 2025                                                                        |

### Als Gastmusikerin
| Jahr | Titel Album                                                      | Höchstplatzierung, Gesamtwochen, AuszeichnungChartplatzierungen (Jahr, Titel, Album, Platzierungen, Wochen, Auszeichnungen, Anmerkungen) | Höchstplatzierung, Gesamtwochen, AuszeichnungChartplatzierungen (Jahr, Titel, Album, Platzierungen, Wochen, Auszeichnungen, Anmerkungen) | Höchstplatzierung, Gesamtwochen, AuszeichnungChartplatzierungen (Jahr, Titel, Album, Platzierungen, Wochen, Auszeichnungen, Anmerkungen) | Anmerkungen                                                                                |
| Jahr | Titel Album                                                      | DE | AT | CH | Anmerkungen                                                                                |
| ---- | ---------------------------------------------------------------- | --- | --- | --- | ------------------------------------------------------------------------------------------ |
| 2015 | Die immer lacht Tanzansage.                                      | DE2 ×3Dreifachplatin · (62 Wo.)DE | AT2 (46 Wo.)AT | CH17 (46 Wo.)CH | Erstveröffentlichung: 31. Dezember 2015 Verkäufe: + 1.500.000; Stereoact feat. Kerstin Ott |
| 2020 | Irgendwann, irgendwo, irgendwie Das ultimative Jubiläums-Best-Of | — | — | — | Erstveröffentlichung: 16. Oktober 2020 Jürgen Drews feat. Kerstin Ott                      |

## Musikvideos
| Jahr | Titel                                    | Regisseur(e)  |
| ---- | ---------------------------------------- | ------------- |
| 2015 | Die immer lacht                          |               |
| 2016 | Scheissmelodie                           | Oliver Sommer |
| 2016 | Kleine Rakete                            |               |
| 2017 | Herzbewohner                             |               |
| 2017 | Lebe laut                                | Oliver Sommer |
| 2018 | Nur einmal noch                          | Oliver Sommer |
| 2018 | Regenbogenfarben                         | Oliver Sommer |
| 2018 | Komm mit mir mit                         |               |
| 2019 | Alles so wie immer                       |               |
| 2019 | Schau mal                                | Oliver Sommer |
| 2019 | Wegen dir (Nachts wenn alles schläft)    |               |
| 2019 | Ich geh’ meinen Weg                      | Oliver Sommer |
| 2020 | Ich muss dir was sagen                   |               |
| 2020 | Schlaflos                                |               |
| 2021 | Nachts sind alle Katzen grau             | Oliver Sommer |
| 2022 | Ich wünsche mir von dir                  | Oliver Sommer |
| 2022 | Der Morgen nach Marie                    | Nona Yoki     |
| 2022 | Mädchen                                  | Nona Yoki     |
| 2024 | Alte Liebe rostet nie                    |               |
| 2024 | Rockstar                                 |               |
| 2024 | Für immer für dich                       |               |
| 2024 | Ganz oder gar nicht (sicher nicht Paris) |               |
| 2025 | Irgendwann vielleicht                    |               |

## Sonderveröffentlichungen

### Alben
| Jahr | Titel Musiklabel                               | Anmerkungen                                              |
| ---- | ---------------------------------------------- | -------------------------------------------------------- |
| 2022 | Silvester Party mit Kerstin Ott Polydor (UMG)  | Erstveröffentlichung: 27. Dezember 2022 Mini-Kompilation |
| 2023 | Liebe & Schlager mit Kerstin Ott Polydor (UMG) | Erstveröffentlichung: 10. Februar 2023 Mini-Kompilation  |
| 2023 | Sommerparty mit Kerstin Ott Polydor (UMG)      | Erstveröffentlichung: 26. Mai 2023 Mini-Kompilation      |

### Lieder
| Jahr | Titel Album                                                      | Anmerkungen                                                           |
| ---- | ---------------------------------------------------------------- | --------------------------------------------------------------------- |
| 2016 | Die immer lacht Tanzansage.                                      | Erstveröffentlichung: 3. Juni 2016 Stereoact feat. Kerstin Ott        |
| 2018 | Matrosenweihnacht Alle Winter wieder                             | Erstveröffentlichung: 16. November 2018 Maschine feat. Kerstin Ott    |
| 2020 | Irgendwann, irgendwo, irgendwie Das ultimative Jubiläums-Best-Of | Erstveröffentlichung: 23. Oktober 2020 Jürgen Drews feat. Kerstin Ott |
| 2022 | Geh doch, wenn du sie liebst Ich würd’s wieder tun               | Erstveröffentlichung: 29. Juli 2022 Andrea Berg feat. Kerstin Ott     |
| 2023 | An diesen Tagen Heute nicht!                                     | Erstveröffentlichung: 8. Dezember 2023 Kerstin Ott & Ben Zucker       |

| Jahr | Titel Album                                           | Anmerkungen                                                 |
| ---- | ----------------------------------------------------- | ----------------------------------------------------------- |
| 2016 | Biene Maja Giraffenaffen 5                            | Erstveröffentlichung: 28. Oktober 2016 Original: Karel Gott |
| 2018 | Komm mit mir mit Ich find Schlager toll – Weihnachten | Erstveröffentlichung: 16. November 2018                     |

## Promoveröffentlichungen
Promo-Singles

| Jahr | Titel Album                                        | Höchstplatzierung, Gesamtwochen, AuszeichnungChartplatzierungen (Jahr, Titel, Album, Platzierungen, Wochen, Auszeichnungen, Anmerkungen) | Höchstplatzierung, Gesamtwochen, AuszeichnungChartplatzierungen (Jahr, Titel, Album, Platzierungen, Wochen, Auszeichnungen, Anmerkungen) | Höchstplatzierung, Gesamtwochen, AuszeichnungChartplatzierungen (Jahr, Titel, Album, Platzierungen, Wochen, Auszeichnungen, Anmerkungen) | Anmerkungen                                                       |
| Jahr | Titel Album                                        | DE | AT | CH | Anmerkungen                                                       |
| ---- | -------------------------------------------------- | --- | --- | --- | ----------------------------------------------------------------- |
| 2018 | Lieb mich zurück Mut zur Katastrophe               | — | — | — | Erstveröffentlichung: 6. Juli 2018 mit Chaingeless                |
| 2018 | Regenbogenfarben Mut zur Katastrophe               | — | AT23 (26 Wo.)AT | CH19 (9 Wo.)CH | Erstveröffentlichung: 27. Juli 2018                               |
| 2022 | Geh doch, wenn du sie liebst Ich würd’s wieder tun | — | — | — | Erstveröffentlichung: 17. Juni 2022 Andrea Berg feat. Kerstin Ott |
| 2022 | Mädchen Best Ott                                   | — | — | — | Erstveröffentlichung: 23. September 2022                          |

## Statistik

### Chartauswertung
|                     | DE    | AT    | CH    |
| ------------------- | ----- | ----- | ----- |
| Nummer-eins-Alben   | DE—DE | AT—AT | CH—CH |
| Top-10-Alben        | DE6DE | AT4AT | CH2CH |
| Alben in den Charts | DE6DE | AT6AT | CH6CH |

|                       | DE    | AT    | CH    |
| --------------------- | ----- | ----- | ----- |
| Nummer-eins-Singles   | DE—DE | AT—AT | CH—CH |
| Top-10-Singles        | DE1DE | AT1AT | CH—CH |
| Singles in den Charts | DE3DE | AT3AT | CH2CH |

### Auszeichnungen für Musikverkäufe
Anmerkung: Auszeichnungen in Ländern aus den Charttabellen bzw. Chartboxen sind in ebendiesen zu finden.
| Land/RegionAuszeichnungen für Musikverkäufe (Land/Region, Auszeichnungen, Verkäufe, Quellen) | Gold     | Platin       | Verkäufe  | Quellen           |
| -------------------------------------------------------------------------------------------- | -------- | ------------ | --------- | ----------------- |
| Deutschland (BVMI)                                                                           | 5× Gold5 | 8× Platin8   | 3.500.000 | musikindustrie.de |
| Österreich (IFPI)                                                                            | 4× Gold4 | 2× Platin2   | 97.500    | ifpi.at           |
| Insgesamt                                                                                    | 9× Gold9 | 10× Platin10 |           |                   |